# Berillium-nitrid
A berillium-nitrid egy szervetlen kémiai vegyület, képlete  Be3N2. Előállítható az alkotórészei reakciójával 1100–1500 °C-on, vagy berillium-azid BeN6 bomlásával vákuumban. Könnyen berillium-hidroxiddá vagy ammóniává hidrolizálódik. Két különböző kristályszerkezete van: a α-Be3N2 köbös és anti-fluorit szerkezetű, és a hexagonális β-Be3N2.

## Előállítása
Berillium por és vízmentes nitrogén reakciójával oxigénmentes atmoszférában 700–1400 °C-on.

## Reakciói
Ásványi savakkal reagálva ammónia és a megfelelő sav sója keletkezik belőle:
Be3N2 + 6 HCl → 3 BeCl2 + 2 NH3
Erősen lúgos oldatokban berilát és ammónia keletkezik belőle:
Be3N2 + 6 NaOH → 3 Na2BeO2 + 2 NH3
Savakkal és lúgokkal gyorsan reagál. Azonban a vízzel való reakciója nagyon lassú:
Be3N2 + 6 H2O → 3 Be(OH)2 + 2 NH3
Levegőben 600°C-ra hevítve oxidálódik.

## Felhasználása
Tűzálló kerámiák készítésénél, nukleáris reaktorokban és radioaktív szén-14 előállításánál.

## Fordítás
Ez a szócikk részben vagy egészben  a   Beryllium nitride című angol Wikipédia-szócikk ezen változatának fordításán alapul.  Az eredeti cikk szerkesztőit annak laptörténete sorolja fel. Ez a jelzés csupán a megfogalmazás eredetét és a szerzői jogokat jelzi, nem szolgál a cikkben szereplő információk forrásmegjelöléseként.